# A csapda (televíziós sorozat)
A csapda (eredeti cím: Tuzak) egy 2022 és 2023 között bemutatott török televíziós sorozat, melynek főszereplői a A bosszú csapdájában és A sors útvesztői című sorozatokból ismert Akın Akınözü, Bensu Soral és a Tiltott gyümölcs című sorozatból ismert Talat Bulut.
Törökországban 2022. október 19. és 2023. április 28. között sugározta TV8, Magyarországon 2024. szeptember 25-től sugározta az Izaura TV.

## Cselekmény
Demir Gümüşay befolyásos ember, kinek nagy bejelentését cégének vezetésével, illetve hamarosan megrendezett esküvőjével kapcsolatban árgus szemek figyelik. Gyermekei, Güven, Ceren és Mete külön-külön reménykednek, hogy méltó utódként vehetik át apjuk helyét. Életük egy pillanat alatt megváltozik, mikor Demir egy rejtélyes felvételt kap kézhez.

## Szereplők és magyar hangjaik
| Szereplő neve                 | Színész                 | Magyar hangja   |
| ----------------------------- | ----------------------- | --------------- |
| Umut Yörükoğlu / Çınar Yılmaz | Akın Akınözü            | Hám Bertalan    |
| Ceren Gümüşay                 | Bensu Soral             | Sallai Nóra     |
| Demir Gümüşay                 | Talat Bulut             | Kőszegi Ákos    |
| Luna                          | İlayda Çevik            | Sánta Annamária |
| Güven Gümüşay                 | Rıza Kocaoğlu           | Pálmai Szabolcs |
| Mete Gümüşay                  | Yağız Can Konyalı       | Czető Ádám      |
| Çetin / Mahir Yörükoğlu       | Emir Benderlioğlu       | Zöld Csaba      |
| Ali Hauer                     | Onur Durmaz             | Timon Barna     |
| Ayşe                          | Naz Göktan              | Nádasi Veronika |
| Nil / Umay Yörükoğlu          | Eylül Su Sapan          | Kereki Anna     |
| Meral                         | Servet Pandur           | Kiss Erika      |
| Gülce                         | Yağmur Özbaşmacı Mermer | Solecki Janka   |

## Évados áttekintés
| Évad | Évad | Török epizódok száma | Magyar epizódok száma | Eredeti sugárzás  | Eredeti sugárzás  | Eredeti sugárzás | Magyar sugárzás      | Magyar sugárzás  | Magyar sugárzás |
| Évad | Évad | Török epizódok száma | Magyar epizódok száma | Évadpremier       | Évadfinálé        | Eredeti adó      | Évadpremier          | Évadfinálé       | Magyar adó      |
| ---- | ---- | -------------------- | --------------------- | ----------------- | ----------------- | ---------------- | -------------------- | ---------------- | --------------- |
|      | 1.   | 26                   | 82                    | 2022. október 19. | 2023. április 28. | TV8              | 2024. szeptember 25. | 2025. január 31. |                 |

## Magyar stáb
- Magyar szöveg: Bernvalner Anita, Hajós Szilárd
- Hangmérnök és Vágó: Schmidt Zoltán
- Gyártásvezető: Vígvári Ágnes
- Szinkronrendező: Zentai Mária
- Produkciós vezető: Komlósi Gergő

A szinkront a TV2 Média Csoport megbízásából a Direct Dub Studios készítette.